# گراتزیانو گاسپاره
گراتزیانو گاسپاره (ایتالیایی: Graziano Gasparre؛ زادهٔ ۲۷ ژوئن ۱۹۷۸ ‏(۴۶ سال)) دوچرخه‌سوار اهل ایتالیا است.